# Маручак (деревня)
Маруча́к — деревня в Кемеровском районе Кемеровской области. Входит в состав Берегового сельского поселения.

## История
Постановлением Президиума Новосибирского облисполкома от 04.03.1938 г. №253 село Кобелево переименовано в Чапаево. Но постановлением президиума ВЦИК РСФСР от 14.04.1938 г. селение Кобелево было переименовано в Маручак.

## Население
| 2010 |
| ---- |
| 67   |